# Карачала
Карачала (азерб. Qaraçala) — посёлок городского типа в Сальянском районе Азербайджана. Посёлок расположен на реке Куре в 15 км от узловой железнодорожной станции Али-Байрамлы.
Статус посёлка городского типа с 1934 года.

## Население
| 1959 | 1970 | 1979 | 1989 | 2011 |
| ---- | ---- | ---- | ---- | ---- |
| 5977 | 1838 | 2651 | 3018 | 4400 |